# Labruk Lor
Labruk Lor is een bestuurslaag in het regentschap Lumajang van de provincie Oost-Java, Indonesië. Labruk Lor telt 3597 inwoners (volkstelling 2010).